# 费里耶尔和拉福利
费里耶尔和拉福利（法語：Ferrière-et-Lafolie，法語發音：[fɛʁjɛʁ e lafɔli]）是法国上马恩省的一个市镇，属于圣迪济耶区。

## 地理
费里耶尔和拉福利（48°23'30"N, 5°5'16"E）面积7.93 平方千米，位于法国大東部大區上马恩省，该省份为法国东北部内陆省份，北起马恩省和默兹省，西接奥布省，西南接科多尔省，东南接上索恩省，东临孚日省。
与费里耶尔和拉福利接壤的市镇（或旧市镇、城区）包括：布莱库尔、布拉谢、弗龙维尔、茹安维尔、马通。

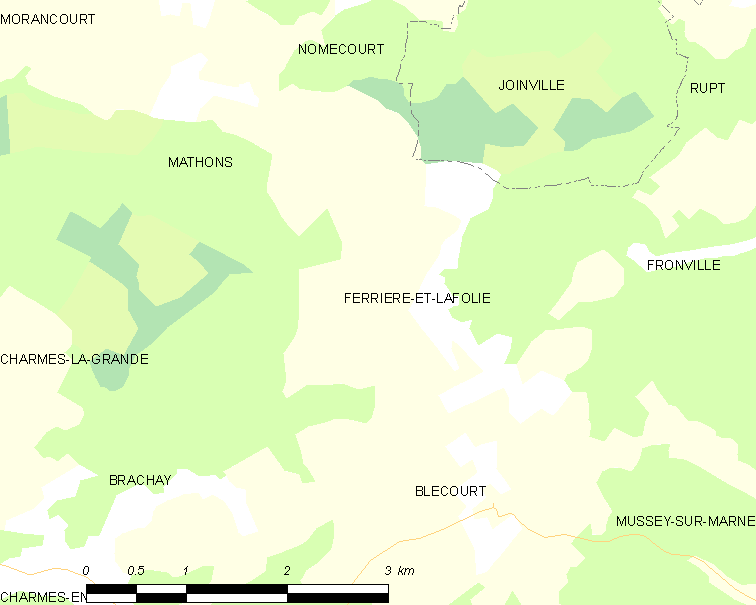
费里耶尔和拉福利的OSM定位图

费里耶尔和拉福利的时区为UTC+01:00、UTC+02:00（夏令时）。

## 行政
费里耶尔和拉福利的邮政编码为52300，INSEE市镇编码为52199。

## 政治
费里耶尔和拉福利所属的省级选区为茹安维尔县。

## 人口

1962-2008年间费里耶尔和拉福利人口变化图示

费里耶尔和拉福利于2022年1月1日时的人口数量为51人。